# شهرستان کارلو
کارلو ( ایرلند) (به انگلیسی: County Carlow) یک شهرستان در ایرلند است که دراستان لینستر واقع شده‌است.

## خصوصیات
کارلو ۸۹۷ کیلومترمربع مساحت و ۵۴٬۶۱۲ نفر جمعیت دارد.